# Mimesi
La mimesi (del grec clàssic μίμησις mīmēsis; μιμεῖσθαι mīmeisthai, 'imitar'; de μῖμος, mīmos, 'actor') és el concepte grec d'imitació, pel qual l'art copia o representa la natura (la vida), en la què l'acció és representada en lloc de ser narrada. Aquesta relació entre art i realitat va ocupar el centre de moltes poètiques o obres prescriptives sobre estètica.
En els temps de Plató i Aristòtil el concepte de diegesi es va oposar a mimesi, per la diferència entre mostrar les accions dels personatges, i explicar el que fan i suposadament pensen i senten els personatges involucrats per un tercer narrador. Plató va escriure sobre la mímesi tant a Ió com a La República. A Ió afirma que la poesia és l'art de la bogeria divina, o la inspiració. Com que el poeta està subjecte a aquesta bogeria divina, en comptes de posseir "art" o "coneixement" (techne) del subjecte, el poeta no diu la veritat (tal com es caracteritza pel relat de les Formes de Plató). Tal com diu Plató, la veritat és la preocupació del filòsof. Com que la cultura en aquells temps no consistia en la lectura solitària de llibres, sinó en l'escolta de representacions, els recitals d'oradors (i poetes) o la representació d'actors clàssics de la tragèdia, Plató va sostenir en la seva crítica que el teatre no era suficient per transmetre la veritat. Li preocupava que els actors o oradors poguessin persuadir un públic amb la retòrica en lloc de dir la veritat.
De manera semblant als escrits de Plató sobre la mimesi, Aristòtil també va definir la mimesi com la perfecció i la imitació de la natura. L'art no és només imitació sinó també l'ús de les idees matemàtiques i la simetria en la recerca de l'ésser perfecte, atemporal i contrastat amb l'esdevenir. La natura està plena de canvis, decadència i cicles, però l'art també pot buscar allò que és etern i les primeres causes dels fenòmens naturals. Aristòtil va escriure sobre la idea de quatre causes a la natura. La primera, la causa formal, és com un plànol, o una idea immortal. La segona causa és la causa material, o de què està feta una cosa. La tercera causa és la causa eficient, és a dir, el procés i l'agent pel qual es fa la cosa. La quarta, la causa final, és el bé, o el propòsit i la fi d'una cosa, conegut com a telos.